# Coutil
Bei Coutil handelt es sich um ein sehr dichtgewebtes Köpergewebe in feiner Fischgrätstruktur.
Dieser meist aus Baumwolle oder auch Mischfasern gefertigte Stoff ist das klassische Material für Korsetts, da es durch seine Stabilität nicht so leicht von den Enden der Stahlstäbe des Korsetts durchstoßen werden kann, den nötigen Stand liefert und aufgrund seiner geringen Elastizität die Formung des Körpers durch das Korsett ermöglicht. Nur noch wenige Webereien in Deutschland stellen Coutil her, da es – seit Korsetts aus dem Alltagsgebrauch verschwunden sind – nicht mehr von großer Bedeutung für Bekleidung ist. Coutil ist heute fast nur noch in der Orthopädietechnik gebräuchlich, wo er für die Produktion von orthopädischen Korsetts und Leibbinden verwendet wird.
Im Bereich des deutschen Textilgroß- und -einzelhandels sowie von Webereien wird Coutil meist als Miederdrell bezeichnet; auch der Begriff Korsettdrell ist manchmal gebräuchlich.